# Belščica (Bela)
Belščica (Bela) je visok hrib v grebenu Karavank nad Koroško Belo, ki ima na naši gorenjski strani zelo lepo, prostrano in ne pretirano strmo travnato površino. Leži med Medjim dolom in Potoškim Stolom in je mejni karavanški greben med Slovenijo (Gorenjsko) in Avstrijo (Koroško). Razteza se od vrha Vajnež, oziroma od Zelene doline (Vajneževega sedla)  do vrha Viševnik nad Medjim dolom. Na severni (koroški, avstrijski) strani je Belščica strma, prepadna in skalnata. Vrhovi v grebenu so : neimenovani (Vrh nad Kamnitnikom / Vrh Kamnitnika) /1970 m/, Mali vrh /2017 m/ in Vajnež /2104 m/. Ob spodnjem robu travnate Belščice sta Hraška in Vrbenska planina z močilom Pri močilu, na zahodni strani je Kamnitnik, še zahodneje pa Srednica.